# 外部
| ウィキペディアには「外部」という見出しの百科事典記事はありません（タイトルに「外部」を含むページの一覧/「外部」で始まるページの一覧）。 代わりにウィクショナリーのページ「外部」が役に立つかもしれません。 |